# 路易斯·穆尼奥斯·马林

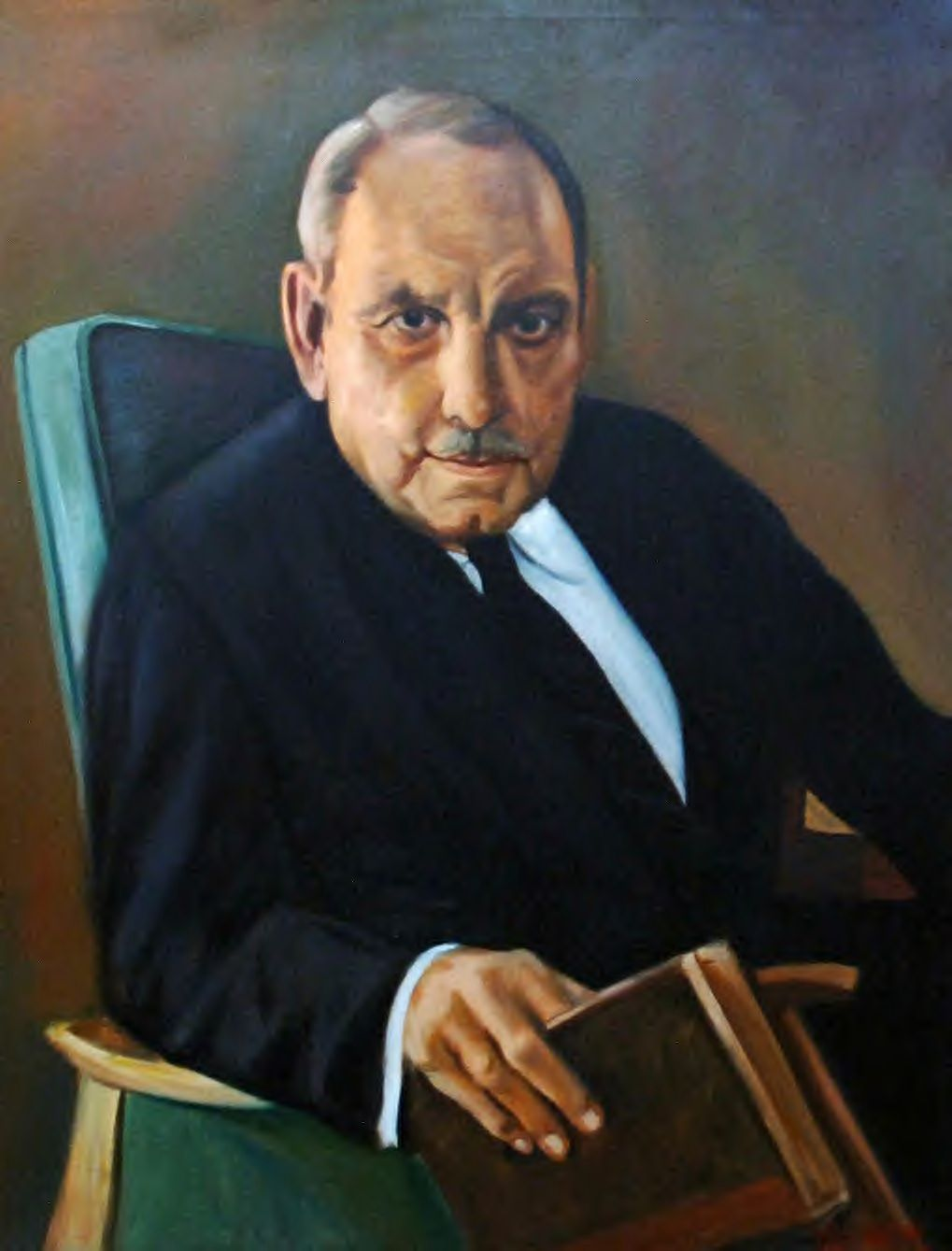

何塞·路易斯·阿尔韦托·穆尼奥斯·马林（西班牙語：José Luis Alberto Muñoz Marín；1898年2月18日—1980年4月30日），通稱路易斯·穆尼奥斯·马林（西班牙語：Luis Muñoz Marín），波多黎各政治人物，诗人，记者。1949年1月至1965年1月，担任波多黎各总督，为波多黎各立宪后首任总督。波多黎各主要机场之一路易斯·穆尼奥斯·马林国际机场即以其命名。